# هاي لاين
عبارة عن متنزه خطي مرتفع يبلغ طوله 1.45 ميلاً (2.33 كيلومترًا)، وطريقًا أخضر، ومسارًا للسكك الحديدية تم إنشاؤه على سكة حديد نيويورك المركزية السابقة على الجانب الغربي من مانهاتن في مدينة نيويورك.
تصميم هاي لاين بالإنجليزية (High Line) هو تعاون بين James Corner Field Operations و Diller Scofidio + Renfro و Piet Oudolf، تم إعادة تصميم الحافز المهجور على أنه «نظام حي» مستوحى من تخصصات متعددة تشمل هندسة المناظر الطبيعية والتصميم الحضاري والبيئة، منذ افتتاحه في عام 2009 ، أصبح هاي لاين رمزًا لـهندسة المناظر الطبيعية المعاصرة.
تم بناء الحديقة على جسر جنوبي مهجور من الخط الغربي للسكك الحديدية المركزية في نيويورك، كانت قد نشأت في منطقة تعليب اللحوم ، وتمتد الحديقة من شارع غانسيفورت - ثلاث كتل أسفل شارع 14 - عبر تشيلسي إلى الحافة الشمالية من ويست سايد يارد في شارع 34 بالقرب من مركز جافيتس. امتد خط الجانب الغربي سابقًا جنوبًا إلى محطة سكة حديد في شارع سبرينج، شمال شارع كانال مباشرةً، وشمالًا إلى شارع 35 في موقع مركز جافيتس. تم هدم الجزء الجنوبي من الجسر في أجزاء خلال أواخر القرن العشرين. نظرًا لانخفاض حركة السكك الحديدية على طول بقية الجسر ، وتم التخلي عنه فعليًا في عام 1980 عندما تطلب بناء مركز جافيتس هدم الجزء الشمالي من الجسر.
تم استلهام خط هاي لاين من منتزه بروميناد بلانتي الذي يبلغ طوله 4.7 كيلومتر (2.9 ميل) (ممر تصطف على جانبيه الأشجار)، وهو مشروع مماثل في باريس اكتمل في عام 1993. وبدأت إعادة توجيه السكك الحديدية إلى حديقة حضرية في عام 2006 وافتتحت على مراحل خلال عام 2009 ، 2011 ، و 2014. تم افتتاح حافز، وهو امتداد للخط العالي الذي كان مرتبطًا في الأصل بمرفق
البريد العام مورغان في الشارع العاشر و شارع ال30 ، في 4 يونيو 2019 ، بـاعتباره الجزء الأخير من الحديقة التي سيتم افتتاحها.
لقد ألهم نجاح هاي لاين المدن في جميع أنحاء الولايات المتحدة لإعادة تطوير البنية التحتية القديمة كمساحة عامة. أصبحت الحديقة نقطة جذب سياحي وحفزت التطوير العقاري في الأحياء المجاورة، مما أدى إلى زيادة قيمة العقارات وأسعارها على طول الطريق. بحلول سبتمبر 2014 ، استقبلت الحديقة ما يقرب من خمسة ملايين زائر سنويًا ، وبحلول عام 2019 ، استقبلت ثمانية ملايين زائر سنويًا.

## الوصف
تمتد الحديقة لمسافة 1.45 ميل (2.33 كم) من شارع جانسيفورت إلى شارع 34، في شارع 30 ، تنعطف المسارات المرتفعة غربًا حول مشروع إعادة تطوير هدسون ياردز إلى مركز مؤتمرات Jacob K. Javits في شارع 34 ، على الرغم من أنه من المتوقع دمج الجزء الشمالي مع تطوير هدسون ياردز ومتنزه Hudson Park والجادة. عند الانتهاء من مشروع Western Rail Yard التابع لمشروع هدسون ياردز لإعادة تطوير المشروع في عام 2018 ، سيتم رفعه فوق منتزه هاي لاين ، لذا فإن الخروج على طول الجسر فوق West Side Yard سيؤدي إلى Western Rail Yard. مدخل الشارع 34 في الصف، مع وصول الكراسي المتحركة.

### الطريق
في نهاية شارع غانسيفورت (الذي يمتد من الشمال إلى الجنوب) ، يُطلق على الكعب فوق شارع غانسيفورت اسم تيفاني آند كو. مؤسسة التغاضي وتم تخصيصه في يوليو 2012 ، كانت المؤسسة داعمًا رئيسيًا للحديقة. ثم يمر الطريق أسفل فندق ذا ستاندرد هاي لاين وعبر ممر في شارع 14. في شارع 14 ، ينقسم الخط العالي إلى جانبين على ارتفاعات مختلفة، ميزة المياه Diller-Von Furstenberg (افتتحت عام 2010) على الجانب السفلي ، وتراس شمسي على الجانب العلوي.
يمر الطريق أسفل سوق تشيلسي ، قاعة طعام ، في شارع 15. حفز، يربط الجسر بمبنى شركة البسكويت الوطنية ومغلق أمام الجمهور ، ينقسم عند شارع 16. تُترك خطوط السكك الحديدية على الحافز في مكانها ولكن تم زرع أسِرَّة المسار بالمساحات الخضراء. تقع ساحة تينث أفينيو ، وهي مدرج على الجسر ، في الشارع السابع عشر حيث يقطع هاي لاين الجادة العاشرة من الجنوب الشرقي إلى الشمال الغربي. في شارع العشب ال23 ، يمكن للزوار الراحة. بين الشارعين 25 و 26 ، يأخذ المنحدر الزوار فوق الجسر ، مع إطلالة خلابة تواجه الشرق عند شارع 26. تم تسمية Philip Falcone و Lisa Maria Falcone Flyover على اسم اثنين من المتبرعين الرئيسيين للحديقة ، واستند إلى خطط للمرحلة الأولى من الجسر الذي لم يتم بناؤه مطلقًا.

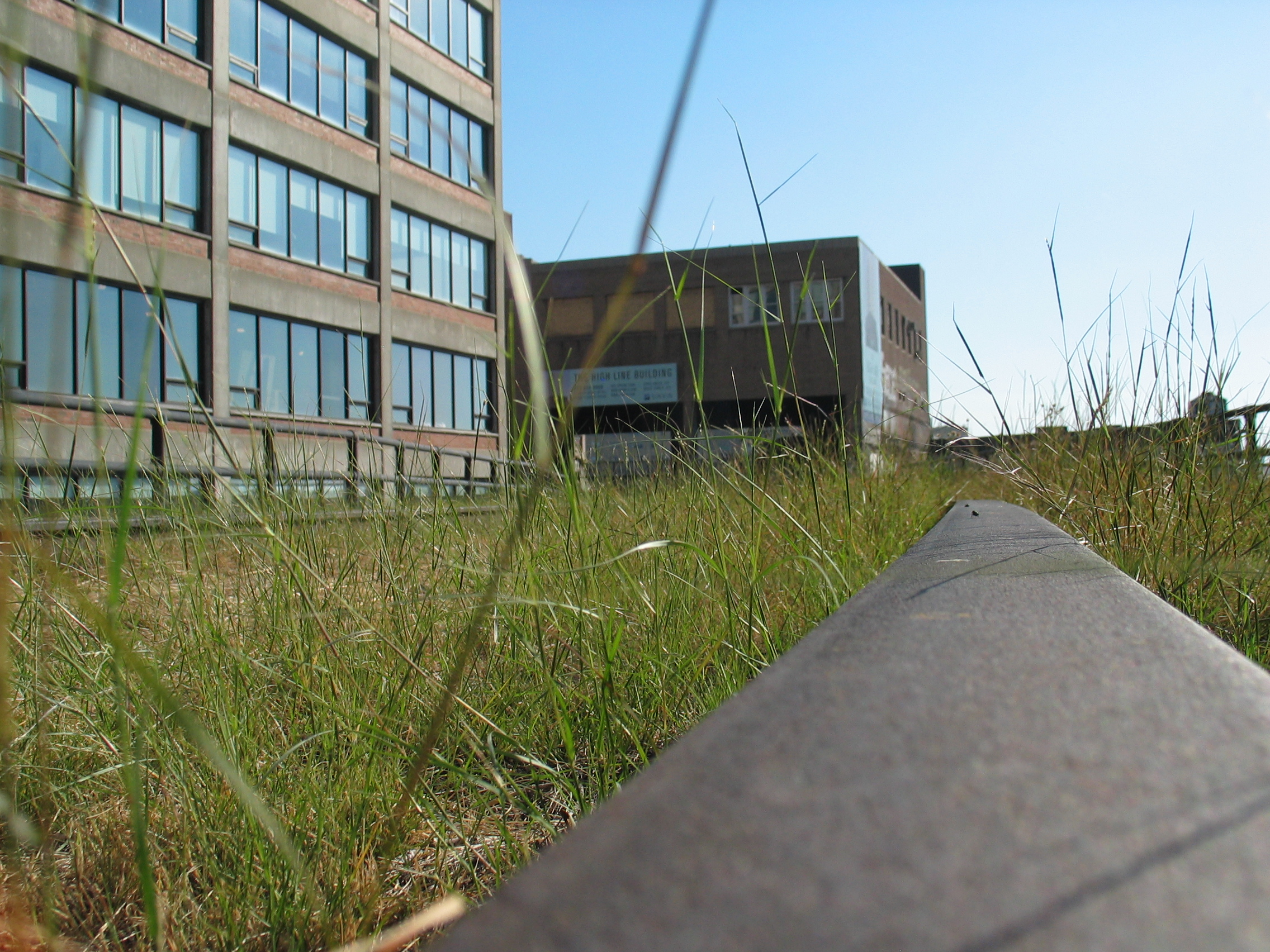
هاي لاين

ثم تنحرف الحديقة غربًا إلى المرحلة 3 وتندمج في الطريق 10 سبور ، والتي تمتد عبر شارع 30 إلى شارع السبيل 10. يتكون الطريق 10 سبور من ثلاثة أجزاء: ممر المدرب ، مع أسقف بارتفاع 60 قدمًا
(18 مترًا) ، أكبر حديقة مزروعة في هاي لاين ، و ساحة بها معارض فنية مؤقتة يتم استبدالها كل 18 شهرًا. تحتوي المرحلة 3 على منحدر آخر يأخذ الزوار فوق الجسر في 11th Avenue ومنطقة لعب مع روابط السكك الحديدية وعوارض Pershing (عوارض ودعامات مغطاة بالسيليكون تخرج من الهيكل) ، ومساحة للتجمع مع مقاعد، ومجموعة من ثلاثة مسارات للسكك الحديدية حيث يمكن للمرء المشي بين القضبان. تحتوي منطقة اللعب أيضًا على مقعد يشبه الأرجوحة و «مقعد رنين» ، مع مفاتيح تصدر أصواتًا عند النقر عليها. الممر المؤقت، من شارع 11 وشارع 30 إلى شارع 34 ، يقسم الجسر إلى جانبين: ممر حصى وقسم غير مطور به مسارات للسكك الحديدية. سيتم إغلاق الممر المؤقت للتجديد عند اكتمال الطريق 10. يتجه هاي لاين شمالًا إلى نقطة شرق شارع Twelfth. في شارع 34 ، ينحني باتجاه الشرق وينخفض، وينتهي عند مستوى الشارع في منتصف الطريق بين الجادة 12 و 11.

## عوامل الجذب
تشتمل مناطق الجذب في المنتزه على نباتات طبيعية مستوحاة من النباتات التي نمت على المسارات المهجورة ، وإطلالات على المدينة ونهر هدسون. تنتفخ الممرات الخرسانية المكسوة بالحصى وتنقبض، وتتأرجح من جانب إلى آخر، وتنقسم إلى أشواك خرسانية تمزج بين الأسطح الصلبة والمزارع المغروسة في نشارة من حصى السكك الحديدية. قال مهندس المناظر الطبيعية جيمس كورنر، "من خلال فتح الرصف، نسمح للنباتات بالنزول من خلالها، كما لو كانت النباتات تستعمر المناطق المرصوفة. هناك نوع من المزج أو النزف أو الخياطة بين الرصف الصلب، والسطح من أجل الناس للتنزه، والغرس.
تُذكر امتدادات المسار والروابط الاستخدام السابق لـمنتزه هاي لاين، ويتم إعادة استخدام أجزاء من الجنزير في الصالات المتدحرجة الموضوعة لإطلالات على النهر. تشتمل اللوحة النباتية المكونة من 120 نوعًا، برعاية مهندس المناظر الطبيعية الهولندي بيت أودولف، على نباتات مرج قوية (مثل الحشائش المكونة للكتل ، و لياتريس ، والصنوبريات) والمدرجات المتناثرة من السماق والدخان ولا تقتصر على النباتات المحلية. في نهاية شارع Gansevoort ، يوجد بستان من أنواع مختلطة من البتولا يوفر الظل في وقت متأخر بعد الظهر. جاء خشب (ايبي) للمقاعد المدمجة من غابة مُدارة معتمدة من قبل مجلس رعاية الغابات لضمان الاستدامة والحفاظ على التنوع البيولوجي والموارد المائية والنظم البيئية الهشة. وفقًا لـ James Corner Field Operations ، فإن تصميم هاي لاين «يتميز بتصميم رقصات حميمية للحركة».
يحتوي منتزه هاي لاين أيضًا على مناطق جذب ثقافية كجزء من خطة طويلة الأجل للحديقة لاستضافة المنشآت والعروض المؤقتة. قامت شركة Creative Time و أصدقاء هاي لاين وإدارة الحدائق والاستجمام في مدينة نيويورك بتكليف The River That Flows Both Ways بقلم سبنسر فينش باعتباره التثبيت الفني الافتتاحي. تم دمج العمل في فتحات النوافذ في رصيف التحميل السابق لمصنع نابيسكو كسلسلة من 700 لوح زجاجي أرجواني ورمادي. تتم معايرة كل لون لمطابقة بكسل المركز لـ 700 صورة رقمية (واحدة يتم التقاطها كل دقيقة) لنهر هدسون، مما يشكل صورة ممتدة للنهر. عمل Creative Time مع Finch لتحقيق مفهومه الخاص بالموقع بعد أن رأى الممرات الصدئة والمهجورة للمصنع القديم، مع متخصصي المعادن والزجاج Jaroff Design للمساعدة في التحضير وإعادة التثبيت.

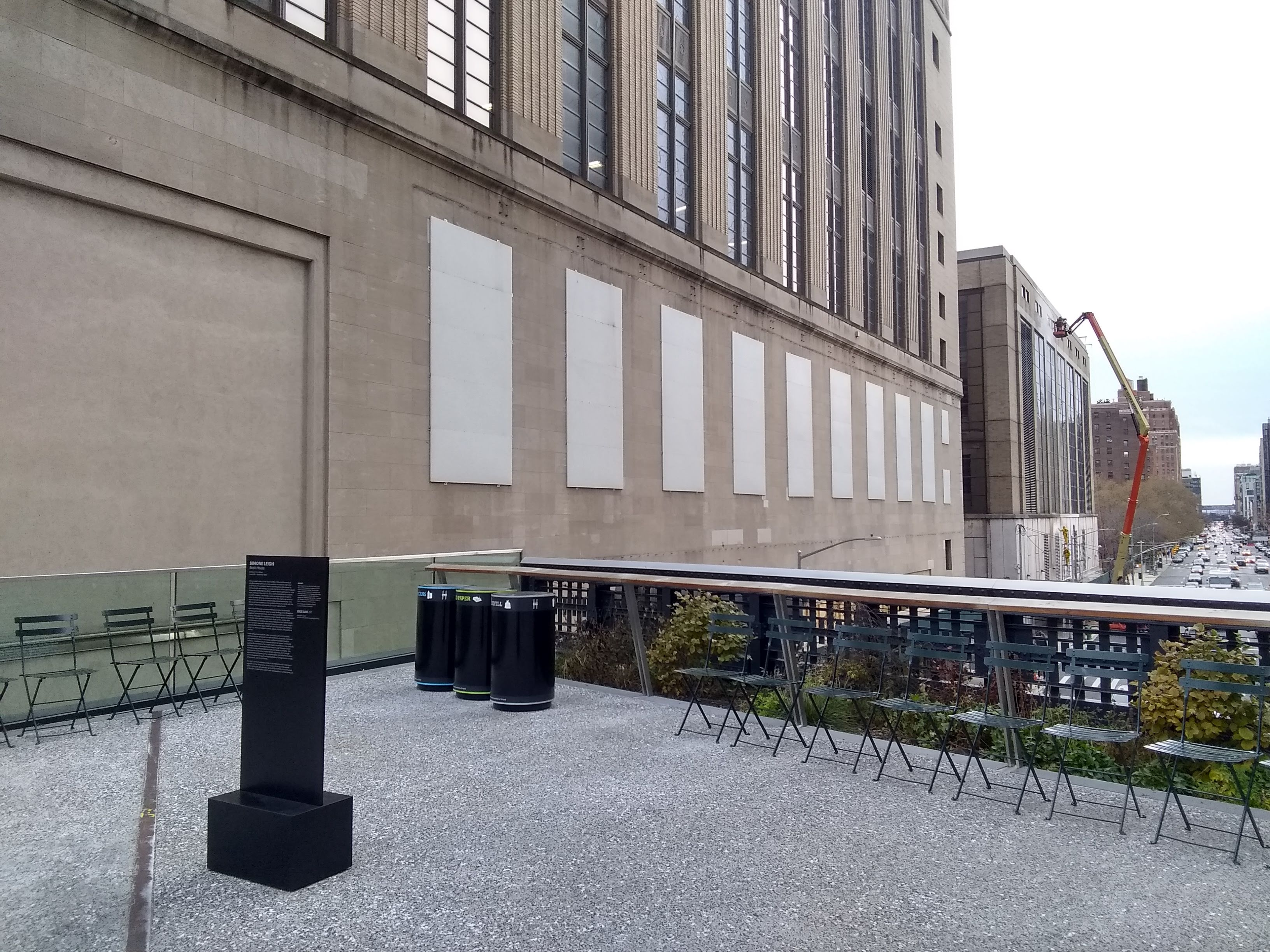
Spur of High Line Park at 30th Street in Manhattan, New York, facing southeast

تم تأليف تركيب صوتي صيف 2010 لستيفن فيتيلو من أجراس سمعت في جميع أنحاء نيويورك. كانت لورين روس، المديرة السابقة لفضاء الفن البديل White Columns ، أول منسقة في هاي لاين. أثناء بناء المرحلة الثانية (بين شارعي 20 و 30)، تم تركيب العديد من الأعمال الفنية، بما في ذلك حياة Sarah Sze's مع المناظر الطبيعية: منحوتة من الصلب والخشب بالقرب من الشارعين 20 و 21 تم بناؤها كمنزل لـ الحيوانات مثل الطيور والفراشات. تم تركيب مساحة كيم بيك المتاحة على أسطح ثلاثة مبان يمكن رؤيتها من الطرف الجنوبي. تبدو ثلاث منحوتات مقاس 20 × 12 قدمًا (6.1 × 3.7 مترًا)، تشبه المحرك للوحات الإعلانات الفارغة ومبنية مثل خلفيات المسرح، ثلاثية الأبعاد من مسافة بعيدة.

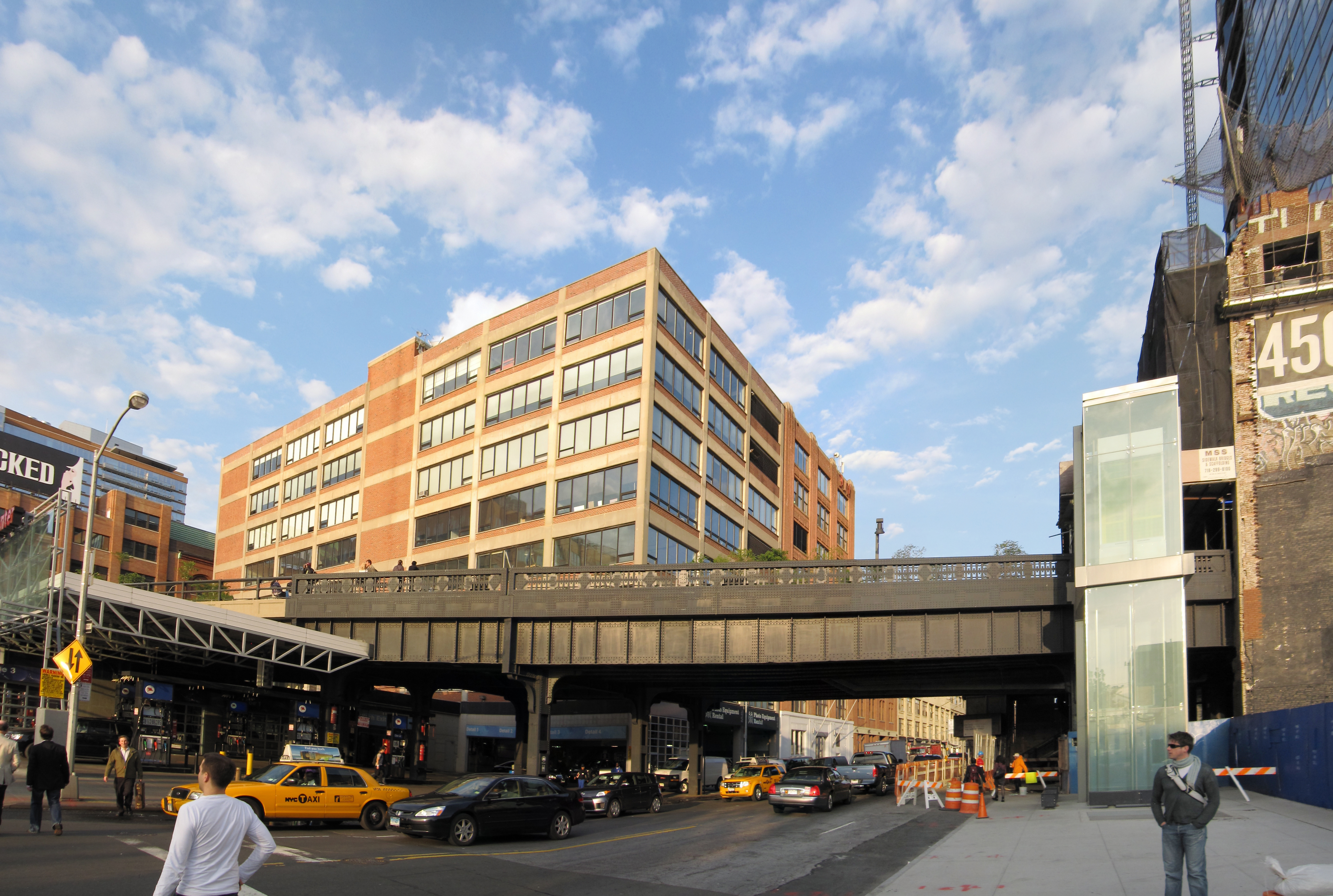
إحدي صور هاي لاين (الولايات المتحدة الأمريكية)

النحت الغاني النيجيري (أناتسوي) على نطاق واسع «جسر مكسور 2» (أكبر عمل له حتى الآن) المصنوع من القصدير المضغوط المعاد تدويره والمرايا المكسورة على جدار على الجانب الغربي من الشارع بين غرب شارع 21 وغرب 22 يواجه وتهميش الخط العالي. في عام 2016، تم عرض منحوتة توني ماتيلي المثيرة للجدل "Sleepwalker" على هاي لاين. في عام 2017 ، تم عرض حوض السمك ماكس هوبر شنايدر على الممر. في عام 2018، استضافت هاي لاين أول لجنة عامة للنحاتة البريطانية فيليدا بارلو "Prop" والتي وُصِفَتْ بأنها عملاق ملموس.

## التاريخ

### خط السكك الحديدية
في عام 1847، أذنت مدينة نيويورك ببناء مسارات للسكك الحديدية على طول الجادة العاشرة والحادية عشرة على الجانب الغربي من مانهاتن. تم استخدام المسارات على مستوى الشارع بواسطة قطارات الشحن في نيويورك المركزية للسكك الحديدية، والتي كانت تشحن السلع مثل الفحم ومنتجات الألبان ولحم البقر. من أجل السلامة، استأجرت السكك الحديدية «رعاة البقر في ويست سايد»، وهم رجال ركبوا الجياد ولوحوا بالأعلام أمام القطارات. ومع ذلك، وقعت العديد من الحوادث بين قطارات الشحن وحركة المرور الأخرى لدرجة أن لقب «شارع الموت» أطلق عليه اسم شارع العاشر وإلفينث أفنيوز. في عام 1910، قدرت إحدى المنظمات أنه كان هناك 548 حالة وفاة و 1,574 إصابة على مر السنين على طول شارع إليفينث.
بدأ النقاش العام حول الخطر خلال أوائل القرن العشرين. في عام 1929 اتفقت المدينة والولاية ونيويورك سنترال على مشروع تحسين الجانب الغربي، الذي صممه مفوض حديقة مدينة نيويورك روبرت موسى. ألغى المشروع الذي يبلغ طوله 13 ميلاً (21 كم) 105 تقاطعات للسكك الحديدية على مستوى الشارع، وأضاف 32 فدانًا (13 هكتارًا) إلى حديقة ريفرسايد، وشمل بناء طريق ويست سايد السريع. تضمنت الخطط أيضًا بناء محطة سانت جون للشحن في سبرينج ستريت، والتي اكتملت في عام 1936 واستبدلت محطة سانت جون بارك على مستوى الشارع في تريبيكا الحالية. تكلف تحسين الجانب الغربي أكثر من 150 مليون دولار، بقيمة حوالي 2.23 مليار دولار في عام 2019. تمت إزالة آخر امتداد للمسار على مستوى الشارع من شارع إليفينث في عام 1941.

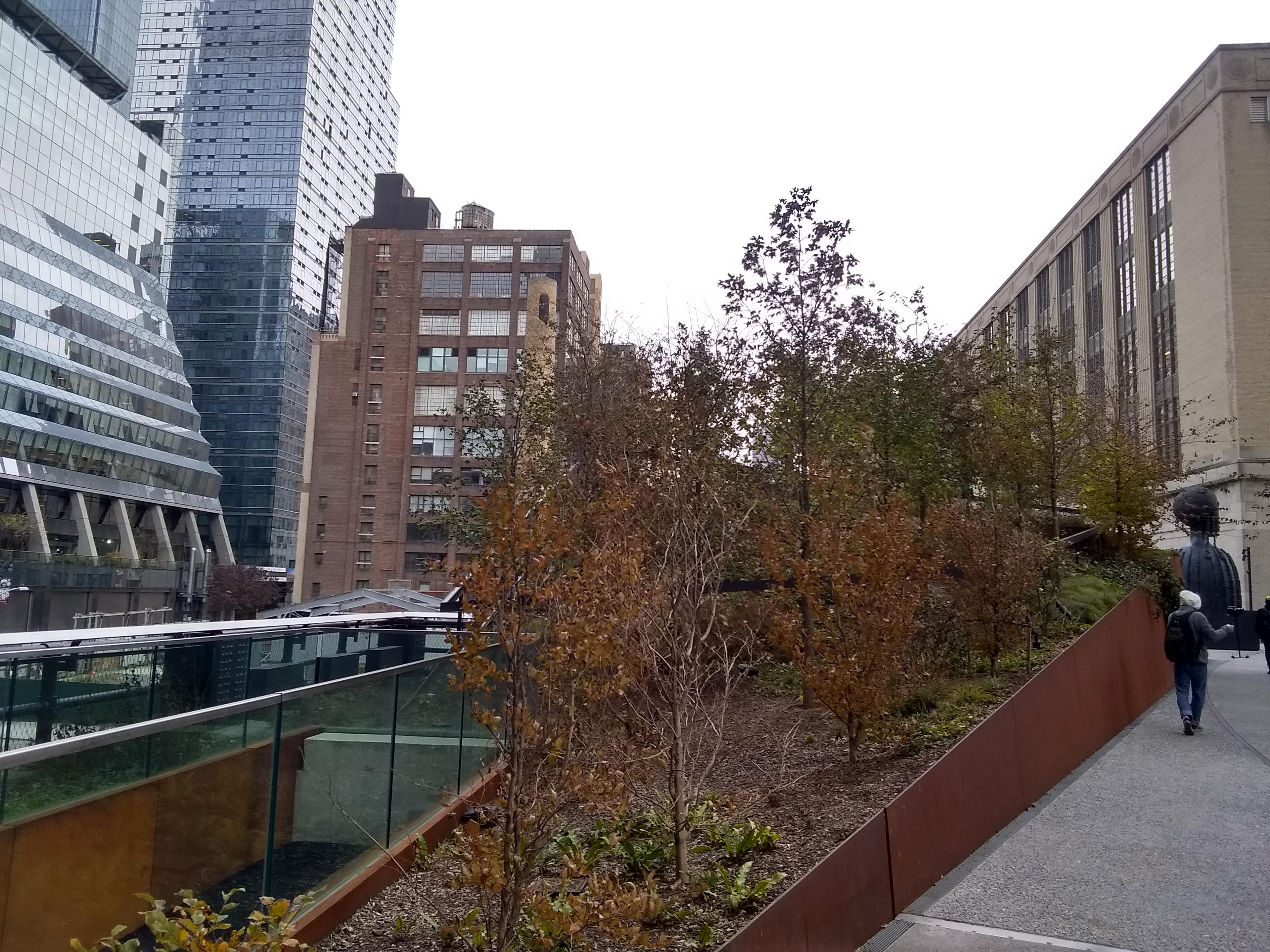
Spur of High Line Park at 30th Street in Manhattan, New York, Facing East

كان أول قطار على جسر هاي لاين، وهو جزء من الخط الغربي لنيويورك سنترال، يمر على طول الهيكل في عام 1933. تم تخصيص الهيكل المرتفع في 29 يونيو 1934، وكان الجزء الأول من مشروع تحسين الجانب الغربي ليتم الانتهاء منه. تم تصميم هاي لاين، الذي كان يمتد في الأصل من شارع 35 إلى محطة سانت جون للشحن، ليمر عبر وسط الكتل بدلاً من شارع. ونتيجة لذلك، استلزم بناء الجسر هدم 640 مبنى. تتصل مباشرة بالمصانع والمستودعات، مما يسمح للقطارات بالتحميل والتفريغ داخل المباني. يمكن نقل وتفريغ الحليب واللحوم والمنتجات والسلع الخام والمصنعة دون الإخلال بحركة المرور في الشوارع. أدى هذا إلى تقليل العبء على مبنى مختبرات بيل (الذي كان يضم مجتمع ويستبيث للفنانين منذ عام 1970) ومصنع نابيسكو السابق في سوق تشيلسي، والذي تم تقديمه
من الجدران المحمية في المباني.

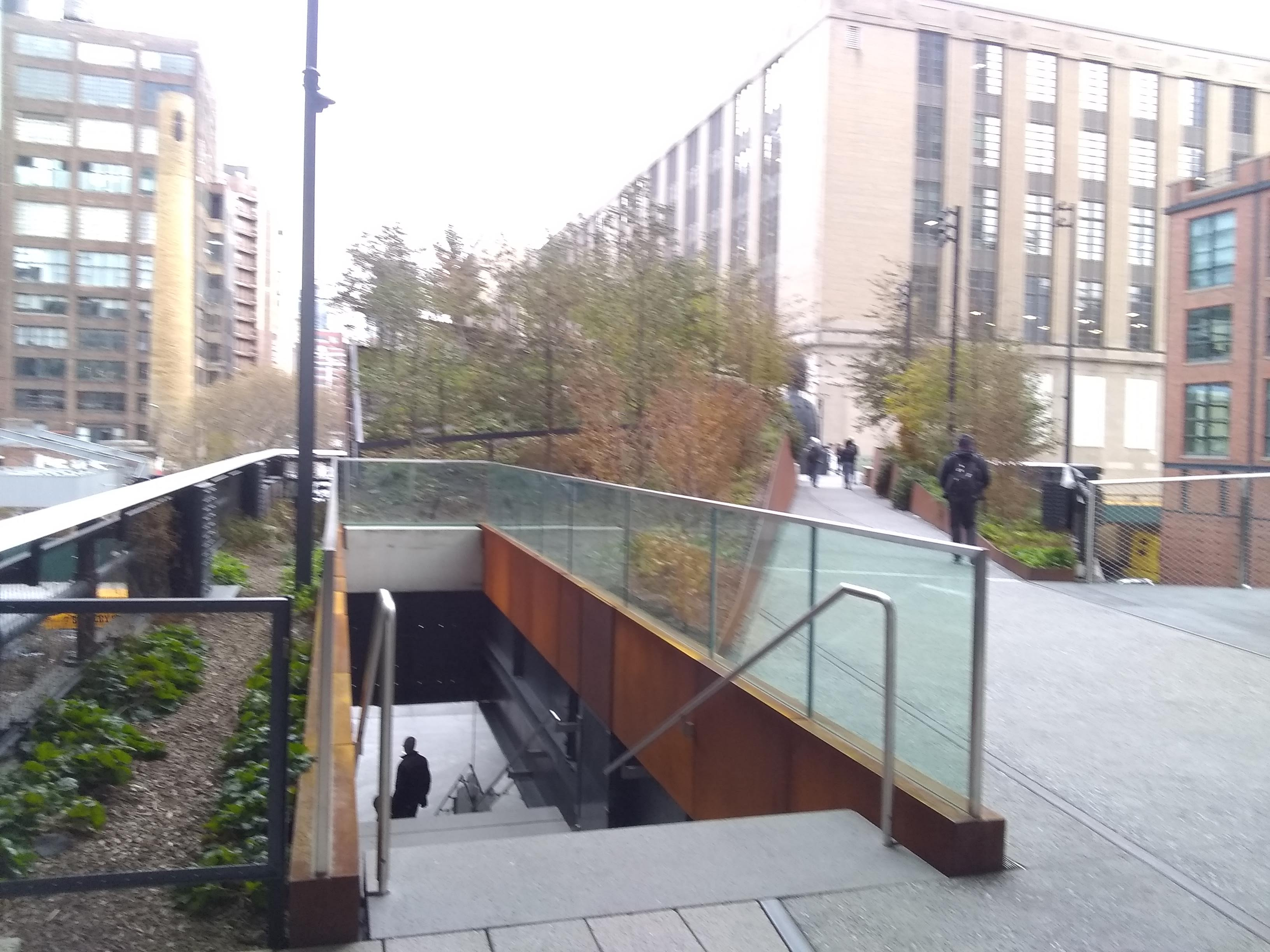
High Line

مر الخط أيضًا تحت مجمع Western Electric في شارع واشنطن. على الرغم من أن القسم لا يزال موجودًا حتى مايو 2008 ، إلا أنه غير متصل بالمنتزه المطوّر.

### التخلي عن محطة الشحن
أدى نمو النقل بالشاحنات عبر الولايات خلال الخمسينيات من القرن الماضي إلى انخفاض في حركة السكك الحديدية في جميع أنحاء الولايات المتحدة. تم التخلي عن محطة الشحن سانت جون في عام 1960 ، وتم هدم الجزء الجنوبي من الخط في العقد التالي بسبب الاستخدام المنخفض. ثم تم بناء شقق ويست فيليدج على جزء من حق الطريق للقطعة السابقة. بدأ الجزء المهدم من شارع البنوك ويمتد من شارع واشنطن إلى شارع سبرينج (شمال شارع القناة).
بحلول عام 1978 ، تم استخدام جسر هاي لاين لنقل حمولتي سيارتين فقط من البضائع في الأسبوع. تم إغلاق الجسر في عام 1980 ، عندما اضطر مالك كونريل إلى فصل الجسر عن بقية شبكة السكك الحديدية الوطنية لمدة عام. كان الإغلاق ضروريًا نتيجة لبناء مركز جافيتس في شارع 34، والذي تطلب إعادة بناء المنحنى في شارع 35. كان آخر قطار في الجسر عبارة عن ثلاث عربات تحمل ديوكًا رومية مجمدة. خلال الوقت الذي تم فيه فصل الجسر، انتقل اثنان من كبار العملاء على طول الطريق إلى نيو جيرسي. تم هدم المنحنى إلى الجسر من شارع 35 أثناء بناء مركز جافيتس وتم استبداله بالمنحنى الحالي عند شارع 34. تم إعادة ربط المسارات المؤدية إلى هاي لاين في عام 1981 ، ولكن نظرًا لعدم وجود المزيد من العملاء على طول الطريق، لم يكتمل المنحنى في شارع 34، ولم يشهد الجسر أي استخدام آخر. في هذه المرحلة، كان كونريل لا يزال يمتلك حق الطريق والمسارات.
خلال منتصف الثمانينيات من القرن الماضي، ضغطت مجموعة من أصحاب العقارات الذين لديهم أرض تحت الخط من أجل هدم الهيكل بأكمله. تحدى بيتر أوبلتز، أحد سكان تشيلسي، والناشطين، والمتحمسين للسكك الحديدية، جهود الهدم في المحكمة وحاول إعادة إنشاء خدمة السكك الحديدية على الخط. عرض أوبليتز شراء الجسر مقابل 10 دولارات لتشغيل كمية صغيرة من قطارات الشحن على الخط، ووافق كورنيل، وذلك أساسًا لأن الهدم كان سيكلف 5 ملايين دولار. ومع ذلك، كان هذا العرض محل نزاع في المحكمة. بحلول عام 1988، كانت هيئة النقل المتروبوليتان تتفاوض مع كونريل لإمكانية استخدام حق الطريق للخط لإنشاء طريق سكة حديد خفيف. لم تتقدم هذه المفاوضات إلى أبعد من ذلك، وبحلول نهاية الثمانينيات، كان من المتوقع أن يتم هدم الخط العالي.

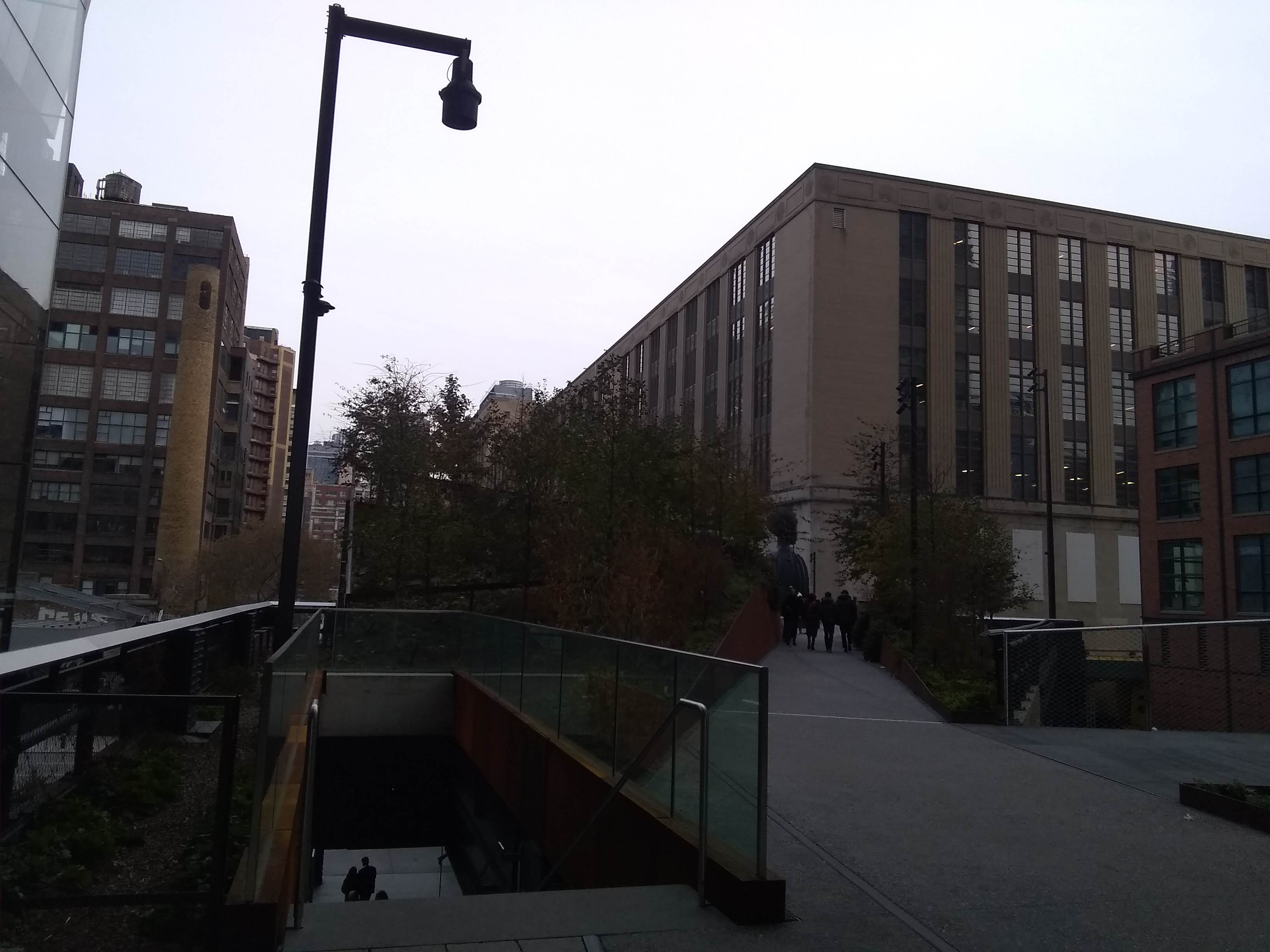
Spur of High Line Park at 30th Street in Manhattan, New York, facing east under 10 Hudson Yards

كجزء من بناء محطة Empire Connection to Penn ، الذي افتتح في ربيع عام 1991 ، تم توجيه مسارات West Side Line شمال شارع 35th إلى نفق Empire Connection الجديد إلى محطة Penn. تم تفكيك جزء صغير من الخط العالي في القرية الغربية، من شوارع الضفة إلى شوارع غانسيفورت، في عام 1991 على الرغم من اعتراضات دعاة الحفاظ على البيئة. لم يتم استخدام الهيكل المرتفع المتبقي المصنوع من الصلب المثبت بالبرشام خلال التسعينيات، ولكنه ظل سليمًا من الناحية الهيكلية. في هذا الوقت تقريبًا، أصبح معروفًا للمستكشفين الحضريين والسكان المحليين بسبب الحشائش البرية والشجيرات القاسية التي تتحمل الجفاف (مثل السماق) والأشجار الوعرة التي ظهرت في الحصى على طول خط السكة الحديد المهجور. خططت إدارة العمدة رودي جولياني لهدم المبنى. وافقت لجنة التجارة بين الولايات على خطط لهدم المبنى في عام 1992 ، ولكن تأخر الهدم بسبب الخلافات بين مختلف الوكالات الحكومية في المدينة وشركات السكك الحديدية. انتقلت ملكية الجسر في النهاية إلى CSX Transportation في عام 1999.

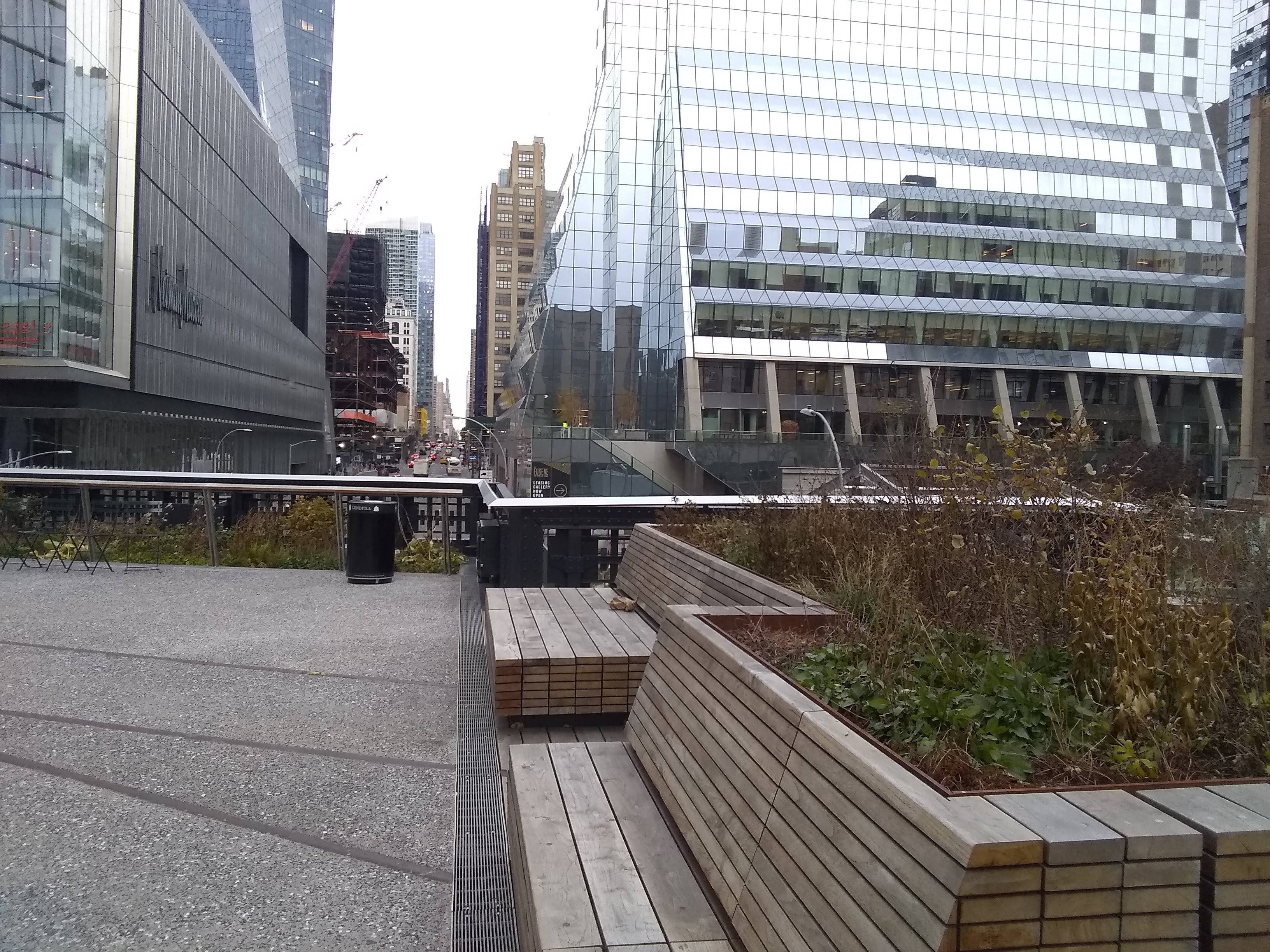
إحدي صور هاي لاين بـالولايات المتحدة

## إعادة اقتراح الغرض
منظمة غير ربحية تسمى أصدقاء هاي لاين تشكلت في أكتوبر 1999 من قبل جوشوا ديفيد وروبرت هاموند. ودعوا إلى الحفاظ عليها وإعادة استخدامها كمساحة عامة مفتوحة، أو حديقة مرتفعة أو طريق أخضر مشابه لمتنزه بروميناد بلانتي في باريس. كانت المنظمة في البداية عبارة عن مجموعة مجتمعية صغيرة تدعو إلى الحفاظ على هاي لاين وتحويلها عندما تم تهديد الهيكل بالهدم خلال فترة رودي جولياني الثانية كرئيس للبلدية. في عام 2000، أعطت CSX Transportation المصور جويل ستيرنفيلد الإذن بتصويرها لمدة عام. تم استخدام صور ستيرنفيلد لجمالها الطبيعي الشبيه بالمروج، والتي نوقشت في حلقة من السلسلة الوثائقية «المتاحف الكبرى»، في الاجتماعات العامة عندما نوقش موضوع إنقاذ الخط العالي. استضاف معرض ماري بون الفني، بالإضافة إلى مارثا ستيوارت وإدوارد نورتون، مزايا جمع التبرعات للهاي لاين في عامي 2001 و 2002 على التوالي. كما نظمت مصممة الأزياء ديان فون فورستنبرغ (التي نقلت مقرها الرئيسي في مدينة نيويورك إلى منطقة تعليب اللحوم في عام 1997) وزوجها باري ديلر أيضًا أحداثًا لجمع التبرعات في الاستوديو الخاص بها.
في عام 2003، رعى أصدقاء هاي لاين مسابقة تصميم جذبت أكثر من 720 مشاركًا من 38 دولة. تضمنت الاقتراحات حديقة منحوتة، ومسبحًا ممدودًا، ومتنزهًا ترفيهيًا ومخيمًا. في يوليو 2003 ، استضاف إدوارد نورتون وروبرت كارو حدثًا مفيدًا في غراند سنترال تيرمينال، حيث تم عرض الطلبات المقدمة لمسابقة التصميم. في الشهر نفسه، بدأت مجموعة من مسؤولي المدينة من الحزبين بتقديم التماس إلى مجلس النقل السطحي الفيدرالي لتسليم ملكية الجسر لاستخدامها في المنتزه. تحسبًا لهذا التسليم، أعلنت إدارة العمدة مايكل بلومبرج عن خطط لإنشاء حديقة هاي لاين في سبتمبر في ذلك العام. في العام التالي، خصصت حكومة مدينة نيويورك 50 مليون دولار لإنشاء الحديقة المقترحة. كان رئيس البلدية بلومبرج والمتحدثين في مجلس المدينة جيفورد ميلر وكريستين سي كوين من بين المؤيدين الرئيسيين. جمع تمويل الحديقة ما مجموعه أكثر من 150 مليون دولار (ما يعادل 178,758,000 دولار في عام 2019). أصدر مجلس النقل السطحي شهادة استخدام ممر مؤقت في 13 يونيو 2005 ، مما يسمح للمدينة بإزالة معظم الخط من نظام السكك الحديدية الوطنية. انتقلت الملكية رسميًا من CSX إلى المدينة في نوفمبر.

### إعادة البناء والتصميم

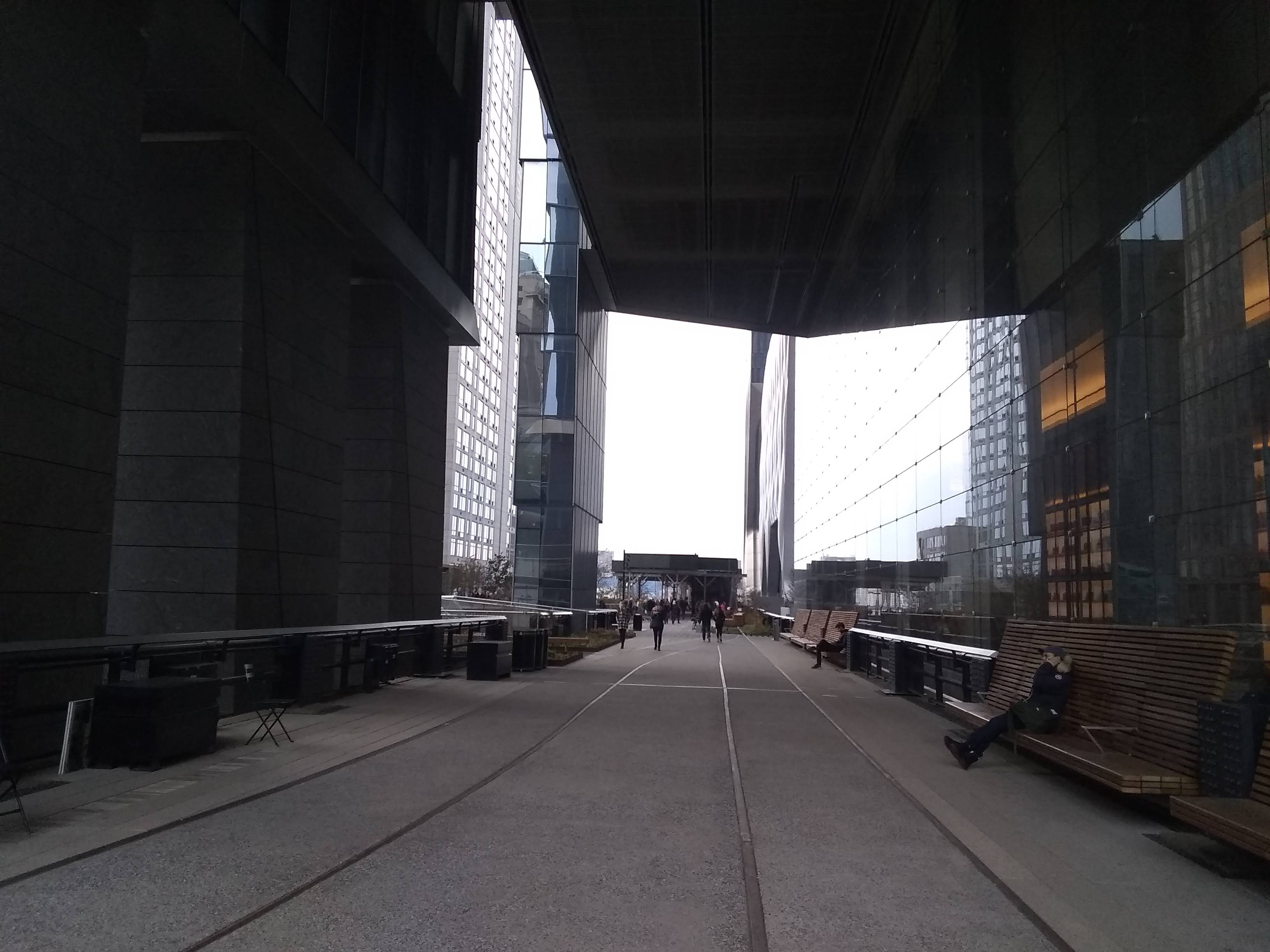
Spur of High Line Park at 30th Street in Manhattan, New York, facing west under 10 Hudson Yards

في 10 أبريل 2006، ترأس العمدة بلومبرج حفلًا بمناسبة بداية البناء. تم تصميم الحديقة من قبل شركة هندسة المناظر الطبيعية ومقرها نيويورك جيمس كورنر فيلد أوبريشنز والمهندسين المعماريين ديلر سكوفيديو + رينفرو، مع تصميم الحديقة من قبل بيت أودولف من هولندا، وتصميم الإضاءة من L'Observatoire International ، والتصميم الهندسي بواسطة Buro Happold وروبرت سيلمان أسوشيتس. ساهم مدير إدارة تخطيط المدينة بمدينة نيويورك ورئيس لجنة تخطيط المدينة أماندا بوردن في تطوير المشروع. من بين المؤيدين الرئيسيين فيليب فالكون ، وديان فون فورستنبرغ ، وباري ديلر ، وأبناء فون فورستنبرغ الكسندر وتاتيانا. قام المطور الفندقي أندريه بالاز ، صاحب فندق شاتو مارمونت في لوس أنجلوس ، ببناء فندق قياسي من 337 غرفة يقع على خط هاي لاين في ويست 13 ستريت.
تم افتتاح الجزء الجنوبي، من شارع غانسيفورت إلى شارع 20، كمتنزه في المدينة في 8 يونيو 2009. يضم القسم خمسة سلالم ومصاعد في شارع 14 وشارع 16. في نفس الوقت تقريبًا، بدأ بناء القسم الثاني. أقيم حفل قص الشريط في 7 يونيو 2011 لفتح القسم الثاني (من شارع 20 إلى شارع 30) بحضور رئيس البلدية مايكل بلومبرج ورئيس مجلس مدينة نيويورك كريستين كوين ورئيس مانهاتن بورو سكوت سترينجر وعضو الكونجرس جيرولد نادلر . وافقت شركة CSX Transportation ، صاحبة القسم الشمالي من الشارع 30 إلى الشارع 34، من حيث المبدأ على التبرع بهذا القسم للمدينة في عام 2011، ووافقت الشركات ذات الصلة، التي تمتلك حقوق تطوير West Side Rail Yards ، على عدم هدمها عبور الحافز الجادة العاشرة. بدأ البناء في القسم الأخير في سبتمبر 2012.
أقيم حفل قص الشريط للمرحلة الثالثة من خط هاي لاين في 20 سبتمبر 2014، تلاه في اليوم التالي افتتاح القسم الثالث وموكب في المنتزه. أما المرحلة الثالثة، وبلغت تكلفتها 76 مليون دولار، فقد قسمت إلى قسمين. الجزء الأول (بتكلفة 75 مليون دولار) يبدأ من نهاية المرحلة 2 من الخط إلى نهايته في شارع 34 غرب شارع 11. الجزء الثاني، وهو عبارة عن حفز فوق شارع تينث أفينيو وشارع 30، به مساحة لتثبيت الأعمال الفنية برعاية برنامج الفن العام. كان من المقرر افتتاح الحافز بحلول عام 2018، ولكن تم تأجيله إلى أبريل 2019، ولاحقًا حتى يونيو 2019. افتتح في 4 يونيو 2019، بتركيب قاعدة كأول عمل فني. تحتوي على مداخل لـ 10 ياردات هدسون، مبنية فوق الحافز.
تم إغلاق منتزه هاي لاين مؤقتًا في أوائل عام 2020 أثناء جائحة COVID-19 في مدينة نيويورك؛ بينما ظلت معظم المتنزهات مفتوحة أثناء الوباء، فإن هاي لاين هي حديقة خطية مع القليل من الوسائل للانتشار لتدابير التباعد الاجتماعي. أعيد افتتاح منتزه هاي لاين في 16 يوليو 2020، بسعة محدودة: كان القسم بين شارع Gansevoort والشارع 23 مفتوحًا فقط للزوار الذين لديهم تصاريح دخول محددة الوقت، وكانوا قادرين فقط على السير باتجاه الشمال من شارع Gansevoort ، مع وجود نقاط الوصول الأخرى الخروج فقط.

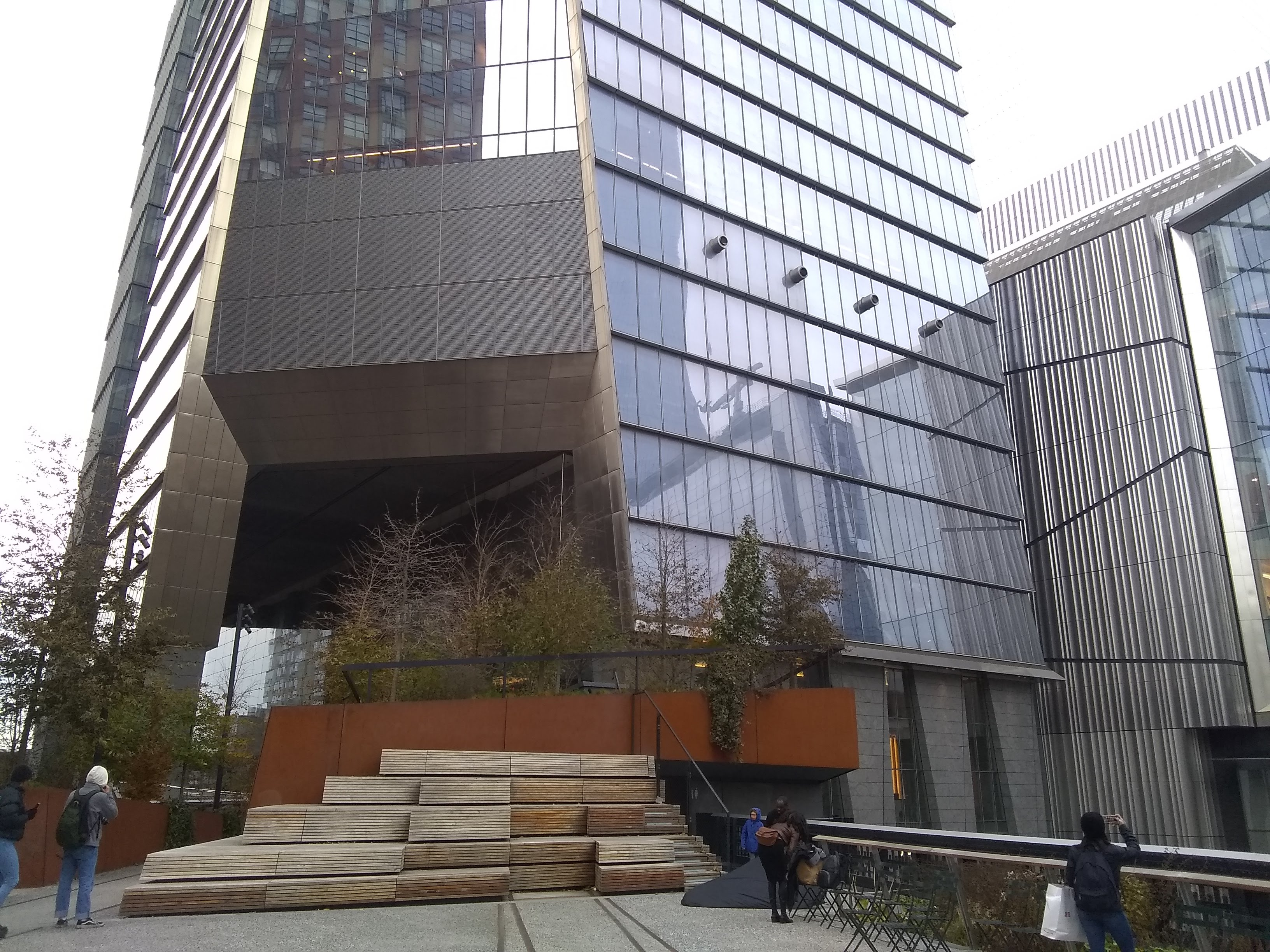
(High Line NYC (NEW YORK CITY

## منظمة أصدقاء هاي لاين
تم الحفاظ على الخط من قبل منظمة أصدقاء هاي لاين، التي أسسها جوشوا ديفيد وروبرت هاموند. يُنسب إلى المنظمة إنقاذ الهيكل من خلال حشد الدعم العام للحديقة وإقناع إدارة العمدة مايكل بلومبرج في عام 2002 لدعم المشروع عن طريق تقديم طلب إلى
مجلس النقل السطحي لإنشاء مسار عام على الموقع. لعبت منظمة أصدقاء هاي لاين دورًا في الجمالية البصرية للخط، حيث أقامت المنظمة مسابقة بالاشتراك مع مدينة نيويورك في عام 2004 لتحديد فريق التصميم الذي سيقود المشروع. منذ افتتاح المتنزه في عام 2009 ، أبرم أصدقاء هاي لاين اتفاقًا مع إدارة المتنزهات والترفيه في مدينة نيويورك ليكون بمثابة المشرف الأساسي. المنظمة مسؤولة عن التشغيل اليومي وصيانة المتنزه، بميزانية سنوية تزيد عن 5 ملايين دولار. لديها ميزانية تشغيل سنوية تبلغ 11.5 مليون دولار ، بالإضافة إلى إنشاء رأس المال ونفقات الإدارة وجمع الأموال.
جمعت منظمة أصدقاء هاي لاين أكثر من 150 مليون دولار من الأموال العامة والخاصة من أجل بناء أول قسمين من الحديقة. على عكس المرحلتين الأوليين، اللتين ساهمت فيهما المدينة بشكل كبير، كان أصدقاء الخط العالي مسؤولين عن جمع الأموال للمرحلة الثالثة (تقدر بـ 35 مليون دولار). تجمع المنظمة أكثر من 90 بالمائة (90%) من ميزانية التشغيل السنوية للهاي لاين من التبرعات الخاصة. عندما تبرعت المدينة بمبلغ 5 ملايين دولار لشركة هاي لاين في عام 2012، كان هناك انتقادات بأن معظم حدائق المدينة قد تلقت تمويلًا أقل في ذلك العام ، خاصة وأن أصدقاء هاي لاين قد جمعوا 85 مليون دولار إضافية في ذلك العام.
للمنظمة مكتب في شارع واشنطن ، بالقرب من الطرف الجنوبي للحديقة، لديها 80 موظفًا بدوام كامل على مدار العام وحوالي 150 موظفًا صيفيًا بدوام كامل. تدار برنامج أصدقاء هاي لاين من قبل الرئيس والمؤسس المشارك جوش ديفيد بعد تنحي المديرة التنفيذية
جيني غيرستن في عام 2014. عمل المؤسس المشارك روبرت هاموند كمدير تنفيذي حتى استقالته في فبراير 2013. تضم منظمة أصدقاء هاي لاين مجلس إدارة مؤلفًا من 38 عضوًا يتألف من العديد من رجال الأعمال وأصحاب الأعمال الخيرية في مدينة نيويورك ، بما في ذلك Amanda Burden من Bloomberg Associates ، و Jane Lauder من Estée Lauder Companies ، و Jon Stryker من Arcus Foundation و Darren Walker من مؤسسة Ford Foundation.

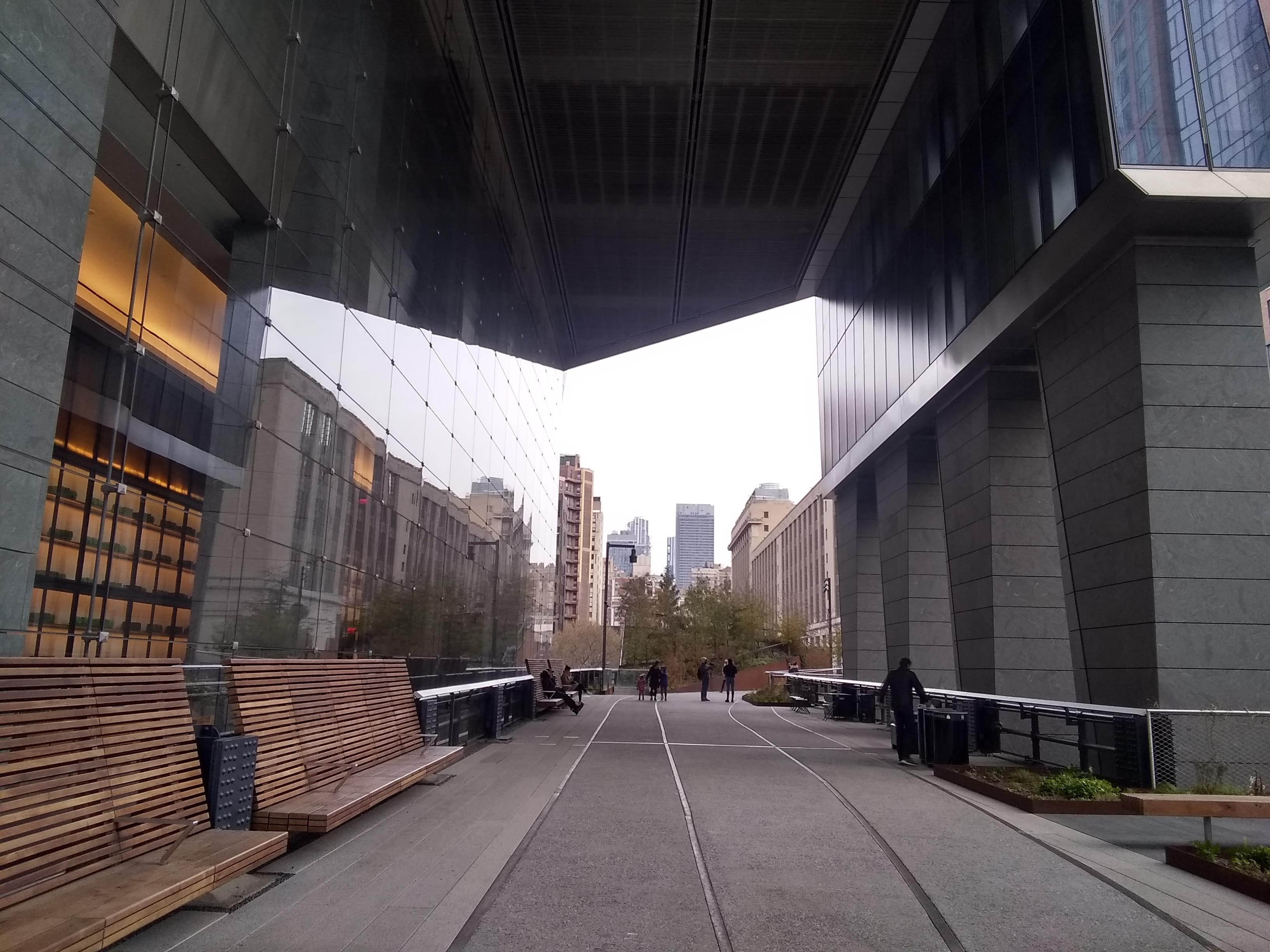
(High Line (United States Of America

## التأثير

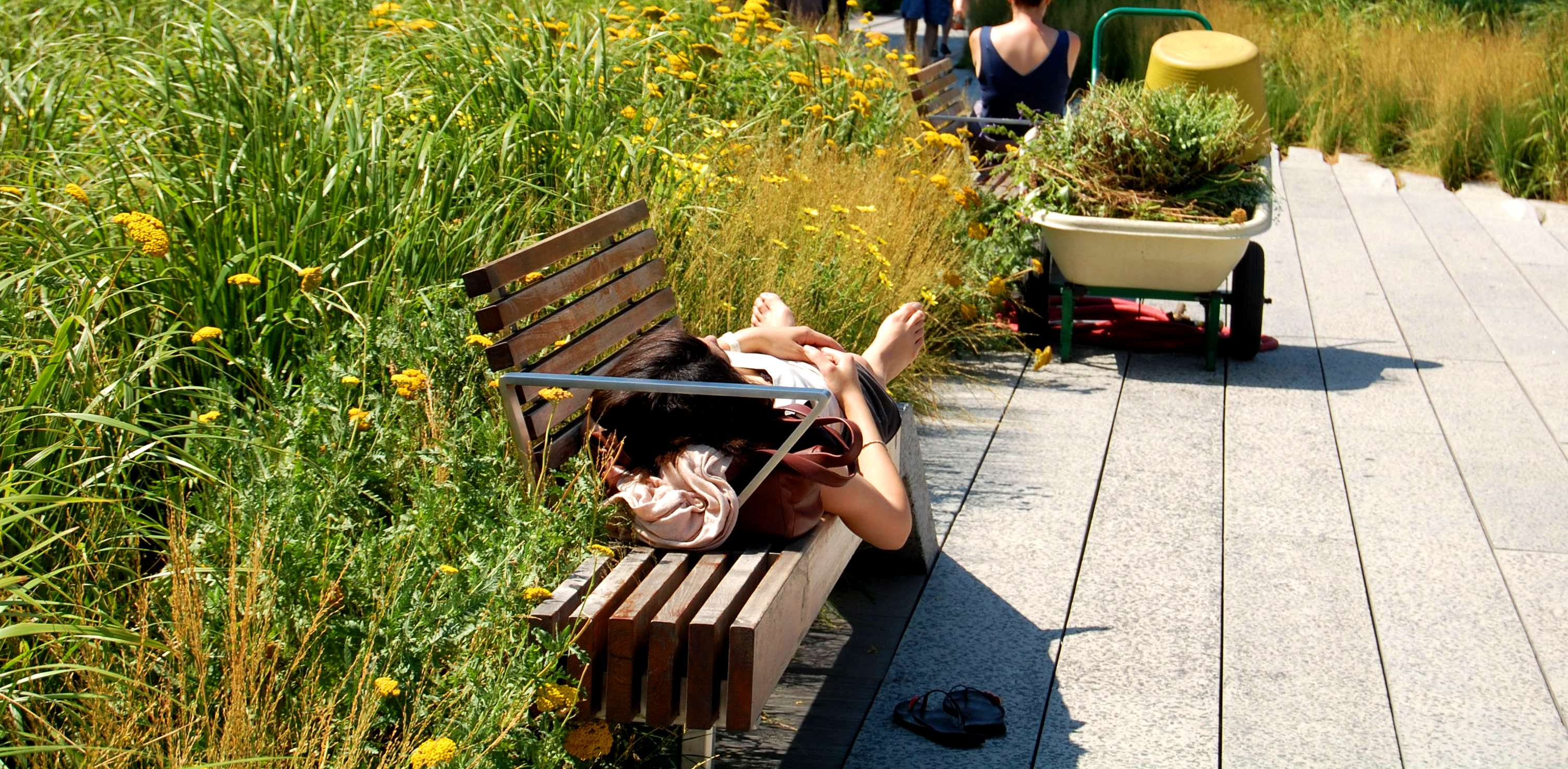
مشروع هايلاين بارك في مدينة نيويورك

منذ افتتاحه، أصبح هاي لاين أحد أشهر مناطق الجذب للزوار في مدينة نيويورك. بحلول سبتمبر 2014 ، استقبلت الحديقة ما يقرب من خمسة ملايين زائر سنويًا، وفي عام 2019 ، استقبلت ثمانية ملايين زائر سنويًا. جاءت معظم هذه الزيارات من السياح. وجدت دراسة أجريت عام 2019 أن السياح يشكلون أربعة أخماس إجمالي عدد زوار هاي لاين. ونقلت صحيفة نيويورك تايمز عن سكان قولهم إن الحديقة أصبحت «منصة ممتلئة بالسياح» منذ افتتاحها، ووصف أحد النقاد «مزلق الماشية المسدود بالسياح».

### التحسين والتطوير
أدى إعادة تدوير خط السكك الحديدية إلى حديقة حضرية وجذب سياحي إلى تنشيط تشيلسي، التي كانت «شجاعة» وفي حالة سيئة بشكل عام خلال أواخر القرن العشرين. كما أنها حفزت التطوير العقاري في الأحياء الواقعة على طول الخط. وفقًا لرئيس البلدية بلومبرج، بحلول عام 2009 كان هناك أكثر من 30 مشروعًا مخططًا لها أو قيد الإنشاء في مكان قريب، وبحلول عام 2016 كان هناك أكثر من 11 مشروعًا قيد الإنشاء. كما أنها ساعدت في رفع قيمة العقارات المجاورة مباشرة لمنتزه هاي لاين بمعدل 10 في المائة على العقارات التي تقع على بعد عدة بنايات. تم بيع ما لا يقل عن 20 عقارًا متاخمًا لخط هاي لاين بما لا يقل عن 10 ملايين دولار منذ افتتاح المتنزه في عام 2009، مع بيع شقة في مبنى مجاور مباشرة للحديقة بمتوسط 6 ملايين دولار. الشقق الواقعة بالقرب من المرحلة الأولى من هاي لاين، في المتوسط، أكثر من ضعف تكلفة تلك الواقعة بين السابع والثامن (مبنيين شرقًا). في أغسطس 2016، واصلت الحديقة زيادة قيمة العقارات على طولها في مثال على تأثير الهالة.
تكيف السكان الذين اشتروا شققًا بالقرب من هاي لاين مع وجودها بطرق وأشكال مختلفة، لكن معظم الردود كانت إيجابية. ومع ذلك، تم إغلاق العديد من الشركات القائمة في غرب تشيلسي بسبب فقدان قاعدة العملاء المجاورة أو زيادة الإيجار. يوجد في تشيلسي مجتمعات أقلية كبيرة، يعيش العديد منهم في مشروعين كبيرين للإسكان العام. في مقابلة عام 2017، قال روبرت هاموند، أحد مؤسسي أصدقاء هاي لاين، إنه «فشل» المجتمع، لم تحقق هاي لاين غرضها الأصلي المتمثل في خدمة الحي المحيط ، الذي انقسم ديموغرافيًا حول المنتزه.
نظرًا لشعبية هاي لاين ، تم اقتراح أو بناء العديد من المتاحف على طول مسارها. نظرت مؤسسة Dia Art Foundation (لكنها رفضت) اقتراحًا لبناء متحف في محطة شارع Gansevoort Street. في هذا الموقع ، قام متحف ويتني ببناء منزل جديد لمجموعته من الفن الأمريكي. تم افتتاح المبنى ، الذي صممه رينزو بيانو ، في 1 مايو 2015.

### الجريمة
كانت الجريمة منخفضة في الحديقة. بعد وقت قصير من افتتاح القسم الثاني في عام 2011، ذكرت صحيفة نيويورك تايمز أنه لم تكن هناك تقارير عن جرائم كبرى (مثل الاعتداء أو السرقة) منذ افتتاح المرحلة الأولى قبل عامين. قامت دوريات إنفاذ القانون في المتنزهات بكتابة استدعاءات لمخالفات قواعد المتنزه مثل المشي بالكلاب أو ركوب الدراجات على الممشى بمعدل أقل مما هو عليه في سنترال بارك. عزا دعاة بارك هذا إلى ظهور هاي لاين من المباني المحيطة ، وهي سمة من سمات الحياة الحضرية التي تبنتها الكاتبة جين جاكوبس قبل ما يقرب من خمسين عامًا. وفقًا لجوشوا ديفيد ، «المتنزهات الفارغة خطرة... الحدائق المزدحمة أقل من ذلك بكثير. لست وحدك تقريبًا في هاي لاين». name، the Empire Diner - كتب أرييل ليفي في The New Yorker أن «تشيلسي الجديد الذي يظهر في عطلات نهاية الأسبوع حيث يغمر الزوار الحديقة المرتفعة... هو سياحي وباهظ الثمن ولامع.»

### المشاريع في المدن الأخرى
شجع نجاح هاي لاين في مدينة نيويورك القادة في مدن أخرى مثل عمدة شيكاغو رام إيمانويل ، الذي يعتبرها «رمزًا ومحفزًا» لترقية الأحياء. العديد من المدن في جميع أنحاء البلاد لديها خطط لتجديد البنية التحتية للسكك الحديدية في الحدائق ، بما في ذلك متنزه فيلادلفيا للسكك الحديدية ، وخط الحزام في أتلانتا ، ومسار بلومينغديل في شيكاغو. ساعد هاي لاين في الريادة في إنشاء حدائق مرتفعة في جميع أنحاء العالم. في كوينز ، يجري النظر في كوينزواي (مسار سكة حديد جوي مقترح) لإعادة التنشيط على طول يمين الطريق لفرع روكواي بيتش السابق في لونغ آيلاند ريل رود. تخطط مدن أخرى حول العالم للحدائق المرتفعة من السكك الحديدية إلى المسارات فيما أطلق عليه أحد الكتاب «تأثير الخط العالي».
وفقًا لبعض التقديرات ، فإن إعادة تطوير خط سكة حديد حضري مهجور إلى حديقة خطية أقل تكلفة من هدمه. لاحظ مهندس المناظر الطبيعية جيمس كورنر (الذي قاد فريق التصميم في هاي لاين) أن «هاي لاين لا يمكن تكرارها بسهولة في مدن أخرى»، مع ذلك ، لاحظ أن بناء «حديقة رائعة» يتطلب «إطار عمل» للأحياء المحيطة به لتحقيق النجاح.
في عام 2016 ، أطلق أصدقاء هاي لاين شبكة هاي لاين لدعم مشاريع إعادة استخدام البنية التحتية المماثلة التي يتم تطويرها في مدن أخرى. يوجد حاليًا 19 مشروعًا في الشبكة ، بما في ذلك River LA و Atlanta Beltline و Crissy Field و Dequindre Cut و The Lowline و Klyde Warren Park و Bentway و Bergen Arches و Destination Crenshaw و Trinity River Project.

## في الثقافة الشعبية
تم تصوير الخط في مجموعة متنوعة من الوسائط قبل إعادة تطويره. يتضمن فيلم مانهاتن لعام 1979 لقطة للـهاي لاين كمخرج ونجم وودي آلن يتحدث عن السطر الأول: «الفصل الأول. عشق مدينة نيويورك.» صور المخرج Zbigniew Rybczyński الفيديو الموسيقي لأغنية Art of Noise ، «إغلاق (إلى التحرير)» على الخط في عام 1984.
في عام 2001 (بعد عامين من تشكيل أصدقاء الخط العالي)، وثق المصور جويل ستيرنفيلد نباتات هاي لاين وانهيارها في كتابه ، المشي على الخط العالي. يحتوي الكتاب أيضًا على مقالات للكاتب آدم جوبنيك والمؤرخ جون آر ستيلجوي. تمت مناقشة عمل ستيرنفيلد بانتظام وعرضه خلال العقد الأول من القرن الحادي والعشرين مع تطور مشروع إعادة التأهيل. يستشهد كتاب آلان وايزمان لعام 2007 ، العالم بدوننا ، بخط هاي لاين كمثال على عودة ظهور البرية في منطقة مهجورة. تستخدم أغنية Kinetics & One Love لعام 2009 ، «الخط العالي»، الخط (قبل تحويله إلى حديقة) كمثال على استصلاح الطبيعة للهياكل التي صنعها الإنسان.
استفاد عدد من الأفلام والبرامج التلفزيونية من هاي لاين منذ افتتاح الحديقة. في عام 2011 ، استخدمه المسلسل التلفزيوني Louie كإعداد لأحد تواريخ شخصية العنوان، تشمل الأعمال الأخرى مع المشاهد على
هاي لاين منذ تحويلها حلقة "Simpsons "Moonshine River وفيلم What Maisie Knew.

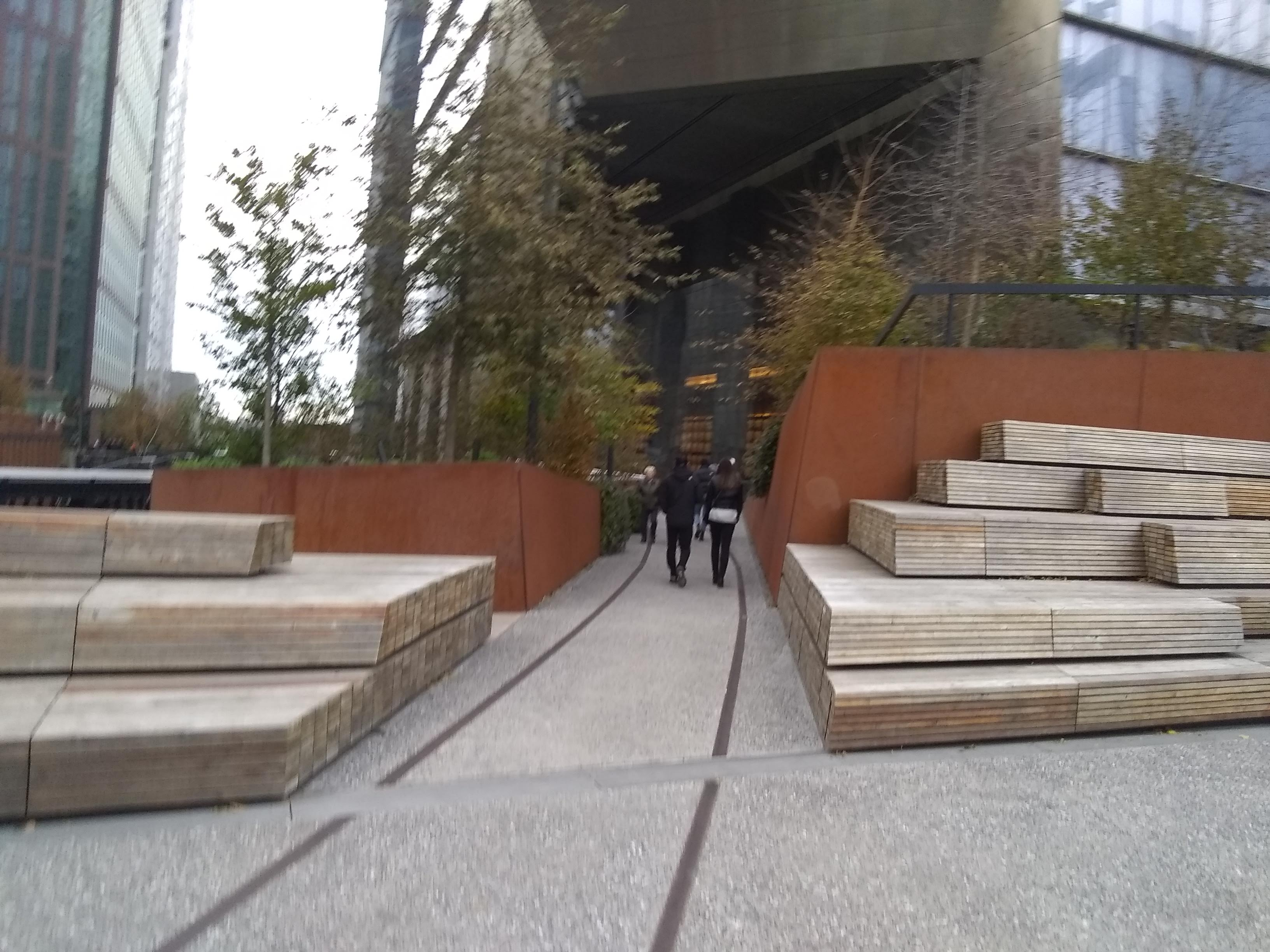
Spur of High Line Park at 30th Street in Manhattan, New York, facing west

## انظر أيضًا

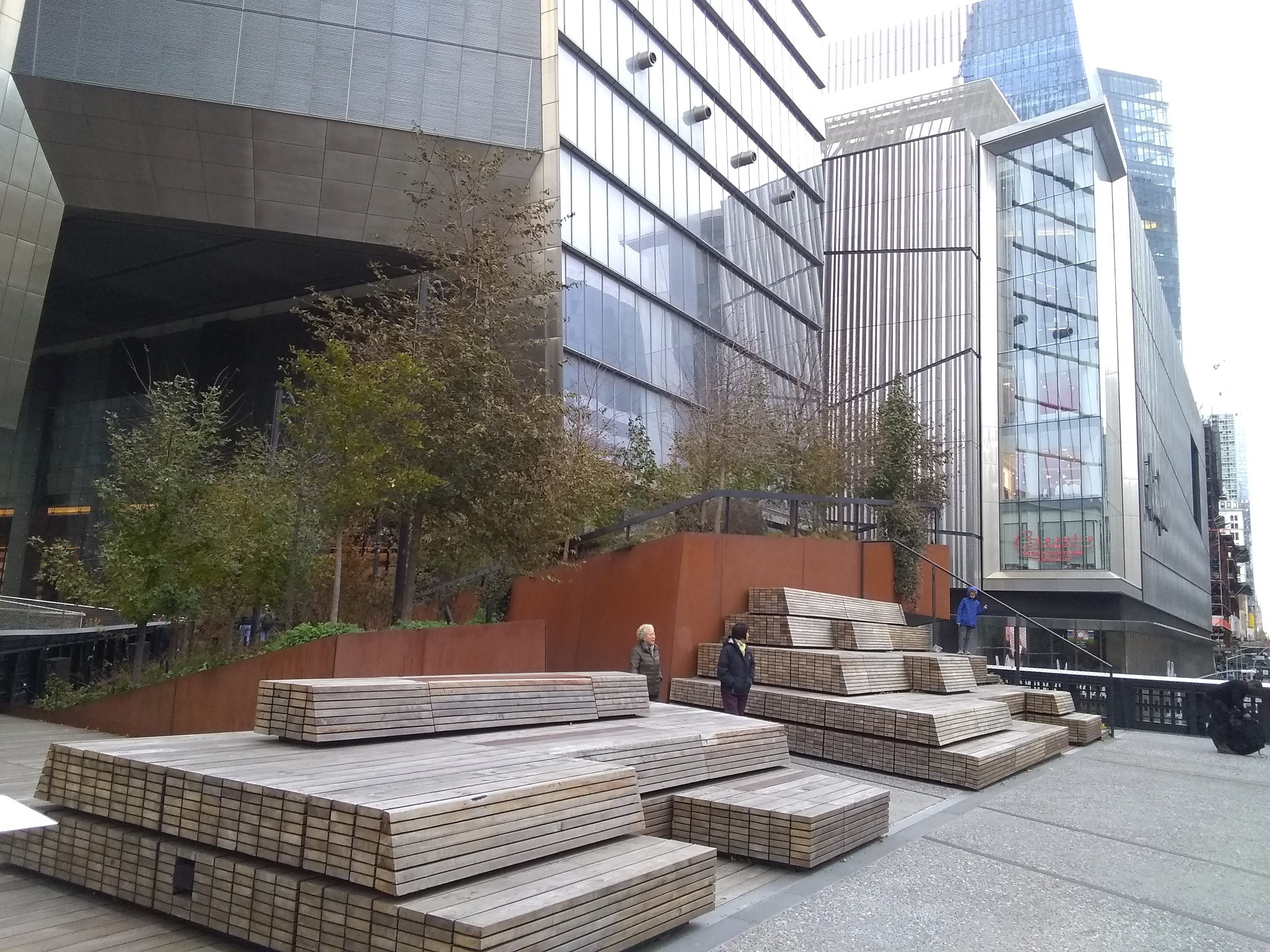
Spur of High Line Park at 30th Street in Manhattan, New York, facing northwest